# Obraz Matki Bożej Suskiej, Królowej Beskidów w Suchej Beskidzkiej
Matka Boża Suska, Królowa Beskidów w Suchej Beskidzkiej – wizerunek Maryi z dzieciątkiem Jezus znajdujący się na ołtarzu bocznym kościoła parafialnego w Suchej Beskidzkiej, otoczony kultem religijnym.

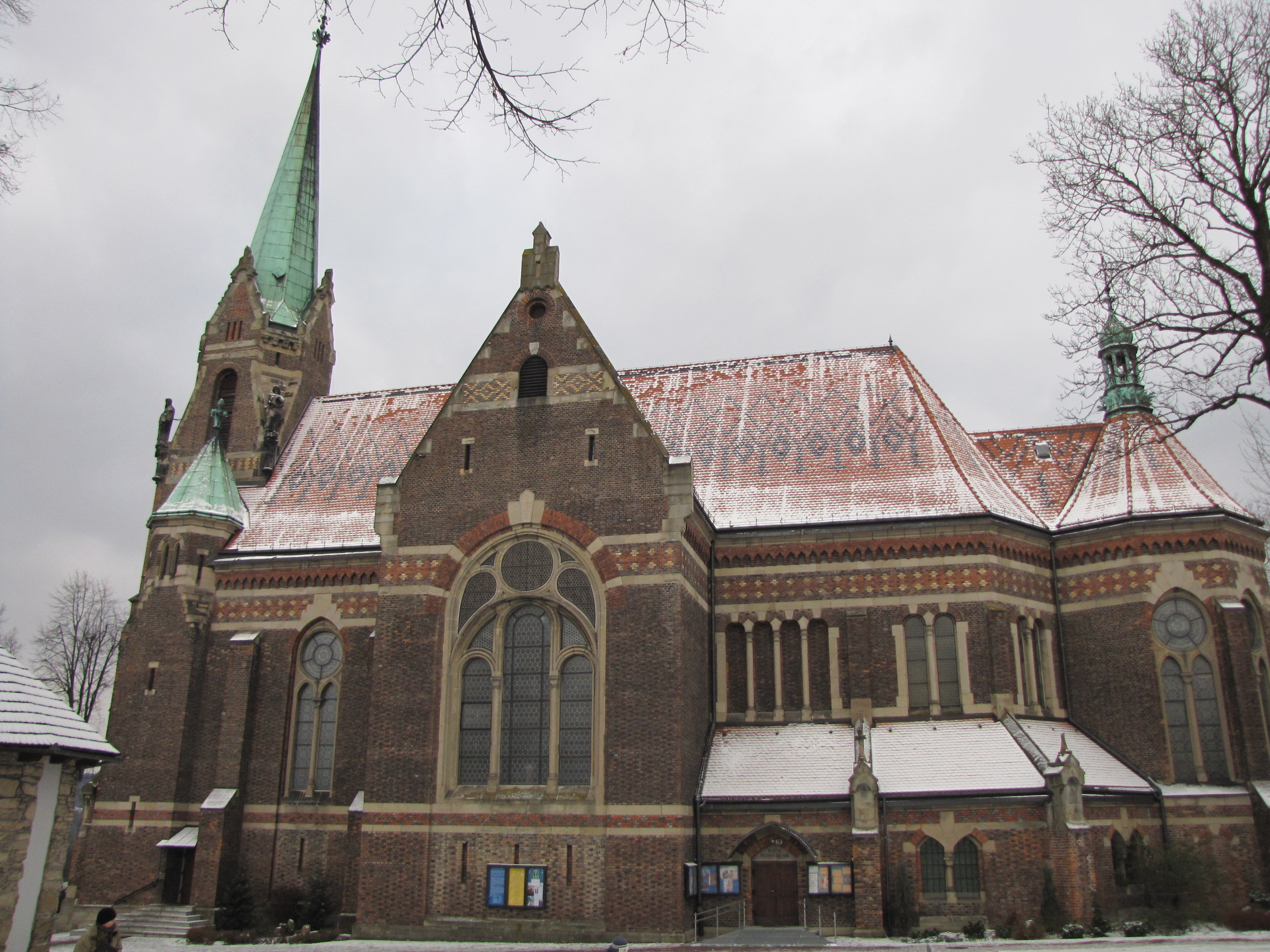
Kościół parafialny w Suchej Beskidzkiej

## Historia
Obraz został namalowany przez nieznanego malarza i trafił do Suchej prawdopodobnie w końcem XVI wieku a początkiem XVII wieku wraz z Kanonikami Regularnymi Laterańskimi, którym Piotr Komorowski powierzył opiekę nad parafią suską. Z dużym prawdopodobieństwem w I poł. XVII wieku Maryi i Dzieciątku Jezus domalowano tzw. „korony władysławowskie”, które miały jasno określony program ideowy. Stanowiły obrazowe uzasadnienie królewskiego charakteru kultu Matki Boskiej. W 1888 ufundował suski kościelny Józef Bańdura pozłacaną drewnianą sukienkę do obrazu, inspiracją fundacji była pielgrzymka, którą odbył wcześniej do Rzymu. Wówczas papieżem był Leon XIII, propagujący w swoim nauczaniu również kult maryjny. Prawdopodobnie pod koniec XIX wieku obraz został napięty na deskę. Suska Madonna, otoczona wotami, była pierwotnie eksponowana w jednym z ołtarzy w starym suskim kościele. Sam obraz był często wykorzystywany w procesjach parafialnych. Pod koniec lat 70. XX wieku została przeniesiona do nowej świątyni. W 2018 dokonano odkrycia przy zdjęciu sukienek, odkryto pierwotny wygląd obrazu i dzięki temu stwierdzono, że obraz nie pochodzi z XIX w., jak dawniej sądzono.

## Opis
Obraz Maryi jest niezwykle pięknym ikonicznym dziełem malarskim w typie Hodegetrii, czyli Matki Bożej wskazującej drogę przez swojego Syna (z grec. ή oδηγήτρια, „Wskazująca Drogę”). Matka Boża jest ubrana w szatę koloru brązu, w bogatą biżuterię i koronę Władysławowską, podobnie ubrany jest Pan Jezus. Obie postacie mają aureole dokoła głowy, które symbolizują ich świętość. Tło jest koloru brązu.

## Galeria

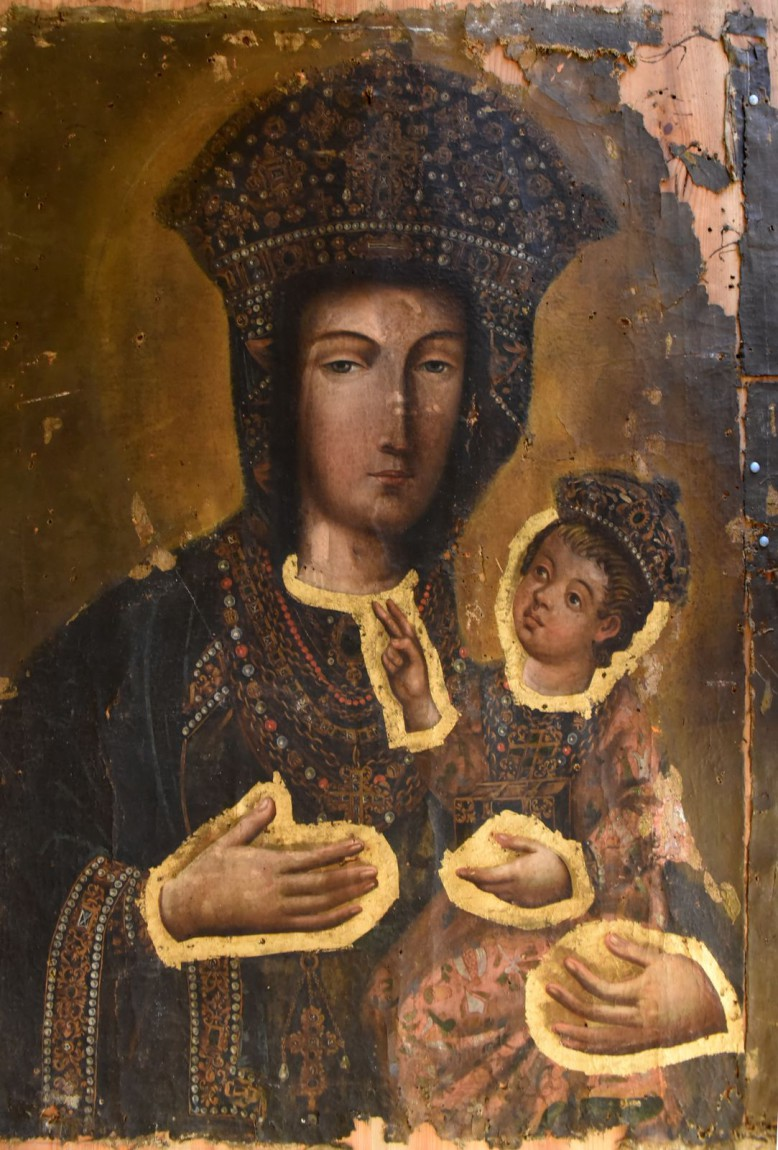
Obraz Matki Bożej Suskiej bez sukienek wotywnych.
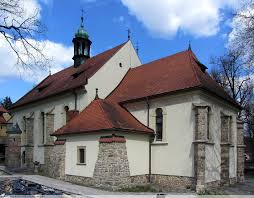
Stary kościół parafialny w Suchej Beskidzkiej